# 週刊GET
週刊GET（しゅうかんげっと）は2009年3月までRKB毎日放送（RKBラジオ）で放送されていた土曜日朝の情報ワイド番組である。

## 放送時間
- 土曜日 6:50～10:50（JST）

## パーソナリティ
- 門馬良
- 中山理恵
- 茅原あいり(リポーター)

## コーナー
9:40頃から次番組「たかちゃんの電リクじゃんけん」の電話リクエスト開始の告知CMが流れる。

また、番組中の至る所に今後一週間の間で、アーティストのエリア内でのライブやコンサートがある場合は、ライブ情報を言った後にそのアーティストの曲を流す。
- 朝刊コーナー･･･各紙朝刊の注目記事をピックアップし、紹介するコーナー。
- GET ニュース･･･一週間のニュースの中で気になった記事を街頭や「週間GET」のメルマガ会員からアンケートをとり、ランキング形式に発表するコーナー。また、専門家と電話をつなぎ、1つのニュースに関してトークをする。
- GET アラカルト（日産プリンス福岡 提供）･･･エリア内で起きている様々なことをリポーターを通じて紹介するコーナー。
- 話題のアンテナ 日本全国8時です（TBSラジオ 製作）
- GET スポーツ･･･スポーツ記者と電話をつなぎ、スポーツ関連のニュースをいくつか取り上げ、トークをするコーナー。
- 王理恵のおさんぽノート
- 健康GET･･･最新の健康情報を紹介するコーナー。専門家と電話でトークをすることもある。
- スナッピーのエリアリポート･･･RKBラジオカー・スナッピーがエリア内の様々な場所でリポートするコーナー。
- お出かけ情報･･･エリア内のイベント情報を紹介するコーナー。番組中いくつかに分けて紹介。
- RKBラジオニュース・ヘッドライン（サニー 提供）（7:00・7:50頃・9:00）
- RKB天気予報（八女人形会館 提供）（7:05頃・7:35頃・7:50頃・8:20頃・9:05頃・9:35頃）
- RKB交通情報（7:50頃・8:25頃・8:50頃・9:25頃）

## リンク
- 週間GET - 番組公式ページ
- 週間GET - 番組公式ブログ

| RKBラジオ 土曜日朝のワイド番組 | RKBラジオ 土曜日朝のワイド番組 | RKBラジオ 土曜日朝のワイド番組 |
| 前番組                         | 番組名                         | 次番組                         |
| ------------------------------ | ------------------------------ | ------------------------------ |
| -                              | 週刊GET                        | 安藤豊 どんどこサタデー        |